# Sausalito Summernight
"Sausalito Summernight" is een nummer van de Nederlandse band Diesel. Het nummer werd uitgebracht op hun debuutalbum Watts in a Tank uit 1980. Dat jaar werd het nummer uitgebracht als de vierde en laatste single van het album.

## Achtergrond
"Sausalito Summernight" is geschreven door gitarist Mark Boon en zanger Rob Vunderink en geproduceerd door drummer Pim Koopman. Het nummer werd geschreven in het ouderlijk huis van Boon in Den Haag. Vunderink vertelde hierover: "Ik kwam met de riff, hij voegde wat akkoorden toe, en toen bedacht ik de melodie." De structuur van het nummer was binnen een uur in elkaar gezet. De volgende dag schreef Boon de tekst. In 1962 verhuisde hij op elfjarige leeftijd naar Los Angeles en woonde tot 1967 in Californië; voordat hij zich in 1978 bij Diesel voegde, had hij ook nog diverse malen tijdelijk in Californië gewoond. In de zomer voordat hij het nummer schreef, woonde Boon daadwerkelijk in Sausalito.
"Sausalito Summernight" gaat over een stel dat in een "clunker", een oude en beschadigde auto, van Los Angeles naar San Francisco rijdt. Zij nemen een pauze in Sausalito, zes kilometer van San Francisco vandaan. In een aantal landen is het nummer bekend als "Sausolito Summernight" als resultaat van een spelfout op de Nederlandse single- en albumrelease. Op de uitgaven in Noord-Amerika is deze fout hersteld.

## Uitgave in Nederland
"Sausalito Summernight" werd direct na de debuutsingle van de groep, "Goin' Back to China", opgenomen. Volgens Pim Koopman kostte de opname van dit nummer ongeveer de helft van het totale budget dat de groep had voor het album Watts in a Tank. Als tweede single werd "Down in the Silvermine" uitgebracht en alle bandleden kozen voor "Sausalito Summernight" als de derde single. Platenmaatschappij Polydor bracht echter "Alibi" uit als single, en pas nadat deze flopte, brachten zij "Sausalito Summernight" uit.
"Sausalito Summernight" werd wél veel gedraaid op Hilversum 3, maar werd opvallend genoeg geen grote hit in Nederland. De plaat bereikte slechts de 35e positie in de Nederlandse Top 40 en de 33e positie in zowel de Nationale Hitparade als de TROS Top 50. In 1981 werd het, naar aanleiding van de buitenlandse successen, opnieuw op single uitgebracht, maar wederom werd het geen grote hit: de Nederlandse Top 40 en de TROS Top 50 werden niet bereikt en de single bleef steken op de 10e plaats in de Tipparade, terwijl in de Nationale Hitparade slechts de 49e positie werd gehaald. Desondanks bleek het een populaire plaat: zo staat deze sinds de eerste editie in december 1999 bijna ieder jaar in de NPO Radio 2 Top 2000, met plaats 984 in 2001 als hoogste notering.

## Uitgave in Noord-Amerika
Producer Kim Fowley ontdekte Diesel via zijn samenwerking met het Amerikaanse platenlabel Southern Music, waar Diesel een pact mee had. Dankzij Fowley kreeg het onafhankelijke platenlabel Regency Records de Amerikaanse rechten over de muziek van Diesel. "Sausalito Summernight" kreeg al snel airplay op diverse Amerikaanse radiostations. Er werd al vroeg een promotionele single van het nummer uitgebracht, maar pas in augustus 1981, toen Regency overstapte van uitgeverij MCA Records naar Atlantic Records, werd het officieel uitgebracht als single. In Noord-Amerika werd de single een grotere hit dan in Nederland: in de Amerikaanse Billboard Hot 100 kwam het tot plaats 25, terwijl in Canada in de week van 5 september 1981 zelfs de nummer 1-positie werd gehaald.

## Hitnoteringen

### Nederlandse Top 40
| Hitnotering: 18-10-1980 t/m 01-11-1980 | Hitnotering: 18-10-1980 t/m 01-11-1980 | Hitnotering: 18-10-1980 t/m 01-11-1980 | Hitnotering: 18-10-1980 t/m 01-11-1980 | Hitnotering: 18-10-1980 t/m 01-11-1980 |
| Week                                   | 1                                      | 2                                      | 3                                      |                                        |
| -------------------------------------- | -------------------------------------- | -------------------------------------- | -------------------------------------- | -------------------------------------- |
| Positie                                | 36                                     | 35                                     | 39                                     | uit                                    |

### Nationale Hitparade
| Hitnotering week 1 t/m 6: 13-09-1980 t/m 18-10-1980 Hitnotering week 7: 31-10-1981 | Hitnotering week 1 t/m 6: 13-09-1980 t/m 18-10-1980 Hitnotering week 7: 31-10-1981 | Hitnotering week 1 t/m 6: 13-09-1980 t/m 18-10-1980 Hitnotering week 7: 31-10-1981 | Hitnotering week 1 t/m 6: 13-09-1980 t/m 18-10-1980 Hitnotering week 7: 31-10-1981 | Hitnotering week 1 t/m 6: 13-09-1980 t/m 18-10-1980 Hitnotering week 7: 31-10-1981 | Hitnotering week 1 t/m 6: 13-09-1980 t/m 18-10-1980 Hitnotering week 7: 31-10-1981 | Hitnotering week 1 t/m 6: 13-09-1980 t/m 18-10-1980 Hitnotering week 7: 31-10-1981 | Hitnotering week 1 t/m 6: 13-09-1980 t/m 18-10-1980 Hitnotering week 7: 31-10-1981 | Hitnotering week 1 t/m 6: 13-09-1980 t/m 18-10-1980 Hitnotering week 7: 31-10-1981 | Hitnotering week 1 t/m 6: 13-09-1980 t/m 18-10-1980 Hitnotering week 7: 31-10-1981 |
| Week                                                                               | 1                                                                                  | 2                                                                                  | 3                                                                                  | 4                                                                                  | 5                                                                                  | 6                                                                                  |                                                                                    | 7                                                                                  |                                                                                    |
| ---------------------------------------------------------------------------------- | ---------------------------------------------------------------------------------- | ---------------------------------------------------------------------------------- | ---------------------------------------------------------------------------------- | ---------------------------------------------------------------------------------- | ---------------------------------------------------------------------------------- | ---------------------------------------------------------------------------------- | ---------------------------------------------------------------------------------- | ---------------------------------------------------------------------------------- | ---------------------------------------------------------------------------------- |
| Positie                                                                            | 44                                                                                 | 33                                                                                 | 37                                                                                 | 43                                                                                 | 46                                                                                 | 45                                                                                 | uit                                                                                | 49                                                                                 | uit                                                                                |

### TROS Top 50
Hitnotering: 18-09-1980 t/m 30-10-1980. Hoogste notering: #33 (2 weken). 

### NPO Radio 2 Top 2000
| Nummer met noteringen in de NPO Radio 2 Top 2000 | '99  | '00 | '01 | '02  | '03  | '04  | '05  | '06  | '07  | '08  | '09  | '10  | '11  | '12  | '13  | '14  | '15 | '16  | '17  | '18  | '19  | '20 | '21  | '22  | '23  | '24  |
| ------------------------------------------------ | ---- | --- | --- | ---- | ---- | ---- | ---- | ---- | ---- | ---- | ---- | ---- | ---- | ---- | ---- | ---- | --- | ---- | ---- | ---- | ---- | --- | ---- | ---- | ---- | ---- |
| Sausalito Summernight                            | 1376 | -   | 984 | 1722 | 1709 | 1550 | 1789 | 1984 | 2000 | 1759 | 1469 | 1586 | 1858 | 1699 | 1730 | 1781 | -   | 1906 | 1955 | 1984 | 1978 | -   | 1814 | 1620 | 1987 | 1876 |

1. ↑  Een '-' betekent dat het nummer niet was genoteerd en een vetgedrukt getal geeft de hoogste notering aan.